# Makke Beer III (schip, 1906)
De MAKKE BEER III is een wachtschip van Zeeverkennersgroep Sint Joris uit 's-Hertogenbosch. Het is een clubhuis te water voor de groep. Een schip, dat niet alleen voor groepsactiviteiten kan worden gebruikt, maar waarmee ook gevaren kan worden. Als vervoer- en transportmiddel van, naar en tijdens kampen en als moederschip voor de vloot. Het is vernoemd naar de Makke Beer, de oude sleper van de groep.
Over het ruim is een stalen dek gelast, waarmee het geschikt werd als verblijfsruimte. Er werden 2 toiletten en een open keuken geïnstalleerd. Het ruim wordt tijdens kampen gebruikt om te slapen, te eten en te spelen. De roef van het schip wordt gebruikt door de staf voor overleg en spelvoorbereidingen.
Voor Scouting Nederland wordt het schip 2× per 5 jaar gekeurd, een 'natte' keuring in het water en een 'droge' op de werf. Bij deze SN keuring is met name aandacht voor het veilig varen met kinderen. De Makke Beer beschikt over een Communautair Binnenvaartcertificaat voor Binnenvaartschepen (CBB).

## Geschiedenis
In het IVR SchepenInformatieSysteem ISIS (in de wandeling het Rijnvaartregister genoemd) staat als eerste vermelding 1906 geregistreerd, maar het precieze bouwjaar van de Makke beer III is onbekend, evenals de werf van aanbouw. Het moet een zeilklipper geweest zijn en een "ewer" of een "motke", een Duits scheepje dat over het wad voer en naar Denemarken.
Bekend is dat het schip als ALGÉ in 1954 bij Stavoren in dikke mist met motorpech voor anker is gegaan en vervolgens door een veerboot werd aangevaren. De daardoor ontstane grote schade verklaart waarom er een nieuw achterschip met een afwijkende vorm aan gezet is. Ook is de lengte van het schip veranderd, van 24,46 naar 32,55 meter.

## Liggers Scheepmetingsdienst[2]
| Meetnummer      | District en volgnr. | Meetdatum         | Meetplaats | Lengte [m] | Breedte [m] | Inzinking [m] | Waterverplaatsing [ton] | Naam           | Eigenaar                      | Domicilie        |
| --------------- | ------------------- | ----------------- | ---------- | ---------- | ----------- | ------------- | ----------------------- | -------------- | ----------------------------- | ---------------- |
| G7652N          | Groningen 7652      | 20 april 1948     | Groningen  | 24,46      | 5,21        | 2,14          | 136,379                 | ANIMO          | Gebr. Brockschmit             | Groningen        |
| G8786N          | Groningen 8786      | 14 september 1954 | Sneek      | 32,55      | 5,28        | 2,20          | 212,984                 | ALGÉ           | G. Brockschmidt               | Wedderveer       |
| Andere naam     |                     |                   |            |            |             |               |                         | ELLIE-B        |                               |                  |
| G12319N         | Groningen 12319     | 11 augustus 1969  | –          | 32,55      | 5,28        | 2,19          | 212,083                 | ELLIE-B        | –                             | –                |
| G14050N         | Groningen 14050     | 2 augustus 1979   | –          | 32,55      | 5,28        | 2,19          | 212,083                 | ELLIE-B        | –                             | –                |
| Andere naam     |                     |                   |            |            |             |               |                         | MAKKE BEER III |                               |                  |
| Andere eigenaar |                     |                   |            |            |             |               |                         |                | Zeeverkennersgroep Sint Joris | ’s-Hertogenbosch |